# Stavenice, Šumperk
Stavenice là một làng thuộc huyện Šumperk, vùng Olomoucký, Cộng hòa Séc.